# جو کلارک (قایقران کانو)
جو کلارک (انگلیسی: Joe Clarke; ۳ نوامبر ۱۹۹۲) قایقران اهل بریتانیا است.
وی در مسابقات کشوری و بین‌المللی در مجموع برندهٔ ۱ مدال طلا، ۷ مدال نقره، ۲ مدال برنز شده‌است.